# Quella sporca ultima meta
Quella sporca ultima meta (The Longest Yard) è un film del 1974 diretto da Robert Aldrich, con protagonista Burt Reynolds.

## Trama
L'ex-campione di football americano Paul Crewe, in piena crisi auto-lesionistica dopo la fine della sua carriera, finisce in prigione per aver sottratto e distrutto, ubriaco, la costosa auto della sua fidanzata. La sua crisi esistenziale è dovuta al rimorso per aver accettato di lasciar perdere la sua squadra per denaro. Saputo dei suoi trascorsi professionistici, il direttore del carcere lo vuole per allenare la squadra dei secondini, ma Crewe - su pressione del capitano Knauer - rifiuta.
Il risentimento del direttore verso i suoi primi rifiuti provoca l'aggravarsi della sua condizione di prigionia, sino al punto in cui Paul è costretto ad accettare di capitanare una raccogliticcia squadra di detenuti per un match contro la squadra delle guardie di sorveglianza. L'esito della partita appare scontato: le guardie si allenano da tempo con regolarità e sono in ottima forma, mentre i detenuti sono ribelli ed individualisti.
Paul riesce tuttavia, con molti sforzi, a creare uno spirito di squadra che si manifesta durante l'incontro, dove i detenuti mettono in seria difficoltà le guardie. Il direttore vuole a tutti i costi una chiara vittoria della squadra delle guardie e, durante la pausa, ricatta Paul affinché favorisca gli avversari. Senza di lui i detenuti non hanno più speranza: egli inizialmente subisce il ricatto, poi si redime e con uno scatto di orgoglio porta la sua squadra alla vittoria.

## Riconoscimenti
- Golden Globe 1975: miglior film commedia o musicale

## Remake
Nel 2005 è stato realizzato un remake omonimo (uscito in Italia con il titolo L'altra sporca ultima meta), diretto da Peter Segal con Adam Sandler nel ruolo di protagonista che fu di Reynolds, che dal canto suo compare nel ruolo del coach Nate Scarborough. Un altro attore che ha preso parte ad entrambe le pellicole è Ed Lauter.
Il film vanta anche un remake inglese: Mean Machine del 2001, in cui però il football americano è stato sostituito dal calcio.